# Deursen en Dennenburg

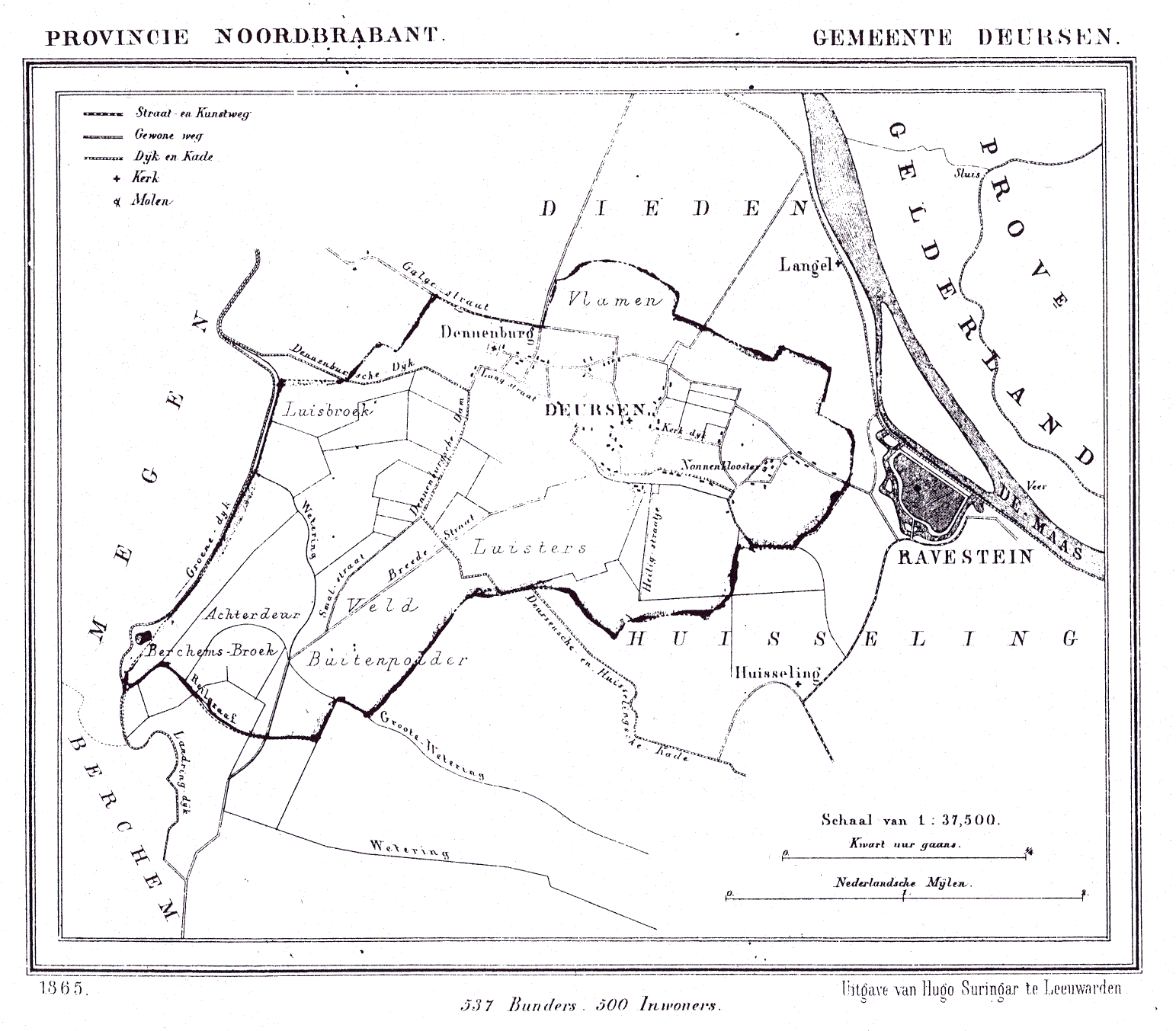
Kaart van Deursen en Dennenburg (1865)

Deursen en Dennenburg is buurtschap  en een voormalige gemeente in Noord-Brabant, die bestond uit de dorpen Deursen en Dennenburg die anderhalve kilometer van elkaar verwijderd waren. In 1923 ging de gemeente op in de gemeente Ravenstein, alsmede de voormalige gemeenten Dieden, Demen en Langel en Huisseling en Neerloon. De oppervlakte van de gemeente was 537 ha. De bodem bestaat voornamelijk uit rivierklei.
In het begin van de negentiende eeuw had de gemeente veel last van overstromingen.
Sinds 1 januari 2003 vormen Deursen en Dennenburg na een gemeentelijke herindeling een deel van de gemeente Oss. In de Basisregistratie Adressen en Gebouwen (BAG) is Deursen-Dennenburg een aparte woonplaats.

## Gemeentewapen
Deursen en Dennenburg is een van de weinige gemeenten die in 1815 geen gemeentewapen heeft aangevraagd. De gemeente heeft daarom nooit een wapen gevoerd.